# Хамер, Густаво
Густа́во Хамер (нидерл. Gustavo Hamer; род. 24 июня 1997, Итажаи, Санта-Катарина) — нидерландский футболист, полузащитник английского клуба «Шеффилд Юнайтед».

## Клубная карьера
Густаво Хамер родился в Бразилии, однако был усыновлён, и, переехав в Нидерланды, стал гражданином этой страны. Начинал заниматься футболом в клубу РКВВ «Мербюрг», является воспитанником «Фейеноорда». С сезона 2016/2017 стал привлекаться для подготовки к играм основного состава. 2 апреля 2017 года дебютировал в Эредивизи в поединке против «Аякса», выйдя на замену на 89-й минуте вместо Барта Ньивкопа. До конца сезона Хамер принял участие ещё в одном поединке.

## Достижения
Командные
 «Фейеноорд»
- Чемпионат Нидерландов по футболу — 2016/17
- Обладатель Суперкубка Нидерландов: 2017